# 進物台
進物台（しんもつだい）とは諸箱（もろばこ）状のものに足が付いた台。
神仏に供える供物（くもつ）を載せる等の用途に使う。